# Poldrugi Martin
Poldrugi Martin je slovenska pravljica, ki jo je napisal pisatelj Fran Milčinski. Opisuje obdobje pred prvo svetovno vojno in življenje preprostih kmečkih ljudi. Pravljico je oblikoval Peter Skalar, ilustriral Rudi Skočir, izbrala, uredila in jezikovno pregledala pa jo je Jana Unuk.

## Uvod
Poldrugi Martin je napol avtorska pripovedka, ki je nastala na osnovi ljudskega pravljičnega izročila, vendar tako, da mu je ostala čim bolj zvesta. Prilagojena pa je le toliko, kolikor ni zgolj pisatelj zapisal izvirnika, ampak ga je dopolnil z lastnimi jezikovnimi prvinami. Ohranil pa je njihovo prvotno pravljično izročilo. 

## Povzetek vsebine
Martin je bil sin edinec in mati ga je imela najraje na svetu. Vedno je govorila, da je njen sinek pameten za dva, za pol drugega zagotovo. Zato se ga je prijelo ime Poldrugi Martin. Kar mu je naročila mati, mu je spodletelo. Nekega dne je odšla v cerkev, sinu pa naročila naj pazi juho, da ne bo skipela. Če začne kipeti, naj kar prihiti ponjo. In res, juha začne kipeti, Martin pa v dir proti cerkvi. Ko je prišel do vrat se je začel dreti, da jim kipi juha. Mater je bilo sram, zato ga je podučila, kako bi moral pristopiti do nje. Naslednjič mu naroči naj pazi na ogenj, medtem ko gre ona v cerkev. Martin meni, da bi bilo bolje, če goreča polena znosi v posteljo, saj mu tam plameni ne bi uhajali. Postelja je začela goreti, on pa se prestraši, da materi pa čevlji že ne smejo zgoreti. Tako spet priteče v cerkev in materi potiho pove, da ji bodo zgoreli čevlji. Preden prideta do doma, hiša že zgori. Po materinem ukazu se Martin odpravi po vasi, da bi mu dali kaj za preživetje. Spet se mu vse ponesreči. 
Mati se zamisli in sinu pove, naj se vendarle vrže oči na katero in se oženi, saj mu ona ni več kos. Martin posluša nasvet in gre v cerkev, saj je tam največ deklet godnih za ženitev. Še prej pa gre do mesarja in kupi par volovih oči. Ko pride k maši, vrže očesa in ta zadenejo kip na oltarju. Kip se prevrne na Martina. Takrat sklene, da se ne bo oženil, saj to preveč boli.

## Analiza pravljice in osebe
Pravljica ima tipičen začetek in tipičen srečen konec. Dogajalni prostor in čas nista določena, sta neznana. Uporabljene so besede tam nekje in nekoč, kar pomeni, da je čas univerzalen, tudi danes, kraj pa z besednimi prvinami ni natančno določen. 
Skozi pravljico se vsi dogodki vrtijo okoli matere in sina Martina, ki sta tudi glavni osebi. 
- Martin je mladenič, goden za ženitev, za katerega na koncu izvemo, da ni nikoli mogle najti primerne družice. Niti enega nasveta, ki mu ga je podelila mati, ni znal pravilno uporabiti.
- mati je svojega Martina imela zelo rada in ga vedno klicala s pomanjševanicami (sinek Martinek, moj siromak). Vedno je govorila, da je njen sin pameten za dva, a skozi pravljico zvemo, da ni tako. Na koncu nad njim obupa, saj meni, da ni kos njegovi pameti.

Stranske osebe nimajo večje vloge. Te stranske osebe so šivilje in kmet, ostale pa niso omenjene. V ospredju je bolj samo dogajanje kot pa vpletene osebe.

## Primerjava z drugimi pravljicami
- Poldrugi Martin in Boter petelin in njegova zgodba

Pravljico Poldrugi Martin lahko primerjamo z živalsko pravljico Boter petelin in njegova zgodba. Skupno jima je neumnost oziroma bistrost glanih junakov. Martin ni znal pravilno prilagoditi materinih nasvetov dogodkom, ki so se mu pripetili. Primer: Mati mu je svetovala naj bi plužno železo vlekel za sabo, namesto da bi si ga poskušal zatakniti za uho(kot bi prej moral iglo). Ko se je odpravil po miloščino je dobil kos mesa in ga privezal na trak in ga vlekel za sabo(kot bi prej moral plužno železo)...Petelinu pa je zjutraj med spanjem na glavo padlo slamnato steblo, zato je takoj pomislil na potres in začel bežati. Le konec je tu srečen, ko so živali ugnale strašne razbojnike, Martin pa se ni nikoli oženil. 
- Poldrugi Martin in Kako je mladenič po kopni zemlji prijadral po nevesto

Pravljici lahko primerjamo po upoštevanju nasvetov. Poldrugi Martin sicer je upošteval vse nasvete svoje matere, ni pa jih znal pravilno uporabiti. Mladenič iz druge zgodbe, pa je upošteval in pravilno uporabil starčev nasvet, ko se je odpravil tesat ladjo v gozd. Konec, je tu srečen, pri pravljici Poldrugi Martin pa ni ne srečen in ne nesrečen. Primerjamo lahko tudi bratstvo. Mladenič je imel še dva brata, Martin pa je bil edinec.
- Poldrugi Martin in Svinjski pastir postane španski kralj

Skupna značilnost teh pravljic je, da sta bila oba glavna junaka edinca. Pri Martinu je omenjena tudi mati, pri pastirju pa oba starša. razlikujeta pa se v tem, da se je pastir oženil s kraljično, Martin pa čeprav je bil goden za ženitev, nikoli ni dobil žene.

## Izdaje pravljice
- Mate Miha: Zaradi njih je bila še lepša moja dolina, Ljubljana, 1995
- Fran Milčinski: Poldrugi Martin, Mladi rod, Ljubljana, 1992
- Fran Milčinski: Poldrugi Martin, Rodna gruda, Ljubljana, 1993
- Fran Milčinski: Poldrugi Martin in razbojniki, Kekec, Ljubljana, 2002
- Fran Milčinski: Kako je Poldrugi Martin prodajal mast, Kekec, Ljubljana, 2003